# Palaeopsylla medimina
Palaeopsylla medimina är en loppart som beskrevs av Xie Baoqi et Gong Zhengda 1989. Palaeopsylla medimina ingår i släktet Palaeopsylla och familjen mullvadsloppor. Inga underarter finns listade i Catalogue of Life.